# Municipio de Wayne (condado de Columbiana)
El municipio de Wayne (en inglés: Wayne Township) es un municipio ubicado en el condado de Columbiana en el estado estadounidense de Ohio. En el año 2010 tenía una población de 814 habitantes y una densidad poblacional de 12,55 personas por km².

## Geografía
El municipio de Wayne se encuentra ubicado en las coordenadas 40°41′25″N 80°47′22″O / 40.69028, -80.78944. Según la Oficina del Censo de los Estados Unidos, el municipio tiene una superficie total de 64.84 km², de la cual 64,75 km² corresponden a tierra firme y (0,15 %) 0,1 km² es agua.

## Demografía
Según el censo de 2010, había 814 personas residiendo en el municipio de Wayne. La densidad de población era de 12,55 hab./km². De los 814 habitantes, el municipio de Wayne estaba compuesto por el 98,4 % blancos, el 0,25 % eran afroamericanos, el 0,12 % eran amerindios y el 1,23 % eran de una mezcla de razas. Del total de la población el 0 % eran hispanos o latinos de cualquier raza.